# Politiezone Kempenland
De Politiezone Kempenland (zonenummer 5377) is een Belgische politiezone bestaande uit de gemeenten Hechtel-Eksel, Leopoldsburg en Peer. De politiezone behoort tot het gerechtelijk arrondissement Limburg.
De zone wordt sinds december 2023 geleid door korpschef Marijke Martens. Sinds september 2022 was ze al waarnemend korpschef.
Het hoofdcommissariaat van de politiezone is gelegen aan de Hechtelsesteenweg 1 in Leopoldsburg.